# Unterseeboot UC-65
Pour les autres navires du même nom, voir Unterseeboot 65.
L'Unterseeboot UC-65 est un sous-marin (U-Boot) mouilleur de mines allemand de type UC II utilisé par la Kaiserliche Marine pendant la Première Guerre mondiale. Le U-boot a été commandé le 12 janvier 1916 et lancé le 8 juillet 1916. Il a été mis en service dans la marine impériale allemande le 7 novembre 1916 sous le nom de UC-65
En onze patrouilles, l'UC-65 a coulé 106 navires, soit par ses torpilles, soit par les mines qu’il a posées. L'UC-65 fut torpillé et coulé par le HMS C15 le 3 novembre 1917,.

## Conception
Sous-marin de type UC II, l'UC-65 avait un déplacement de 415 tonnes en surface et de 498 tonnes en plongée. Il avait une longueur hors tout de 50,52 m, un maître-bau de 5,22 m et un tirant d'eau de 3,65 m. Le sous-marin était propulsé par deux moteurs diesel 6 cylindres à quatre temps produisant chacun 290 à 300 ch (210 à 220 kW), soit un total de 650 à 650 ch (430 à 440 kW), et par deux moteurs électriques produisant 650 ch (465 kW), actionnant deux arbres d'hélice.
Le sous-marin avait une vitesse maximale de 11,6 nœuds (21,5 km/h) en surface et de 7,3 nœuds (13,5 km/h) en immersion. Son autonomie était de de 8665 à 9450 milles marins (16540 à 17 500 km) à 7 nœuds (13 km/h) en surface, et de 52 milles marins (96 km) à 4 nœuds (7,4 km/h) en immersion. Il lui fallait 48 secondes pour plonger, et il était capable d’opérer à une profondeur maximale de 50 mètres.
L'UC-65 était équipé de trois tubes lance-torpilles de 500 mm, un à l’arrière et deux à l’avant, avec sept torpilles, et d’un canon de pont de 8,8 cm SK L/30. Mais son arme principale était ses six puits de mine de 1 000 mm portant dix-huit mines UC 200. Son effectif était de vingt-six membres d’équipage.

## Affectations
- Flottilles des Flandres : du 3 février au 3 novembre 1917

## Commandants
- Oberleutnant zur See / Kapitänleutnant Otto Steinbrinck : du 10 novembre 1916 au 31 juillet 1917
- Kptlt. Max Viebeg : du 1er août au 3 septembre 1917
- Kptlt. Claus Lafrenz : du 4 septembre au 3 novembre 1917

## Navires coulés
| Date               | Nom                     | Nationalité                        | Tonnage | Destin    |
| ------------------ | ----------------------- | ---------------------------------- | ------- | --------- |
| 8 février 1917     | Guillaume Tell          | France                             | 148     | Coulé     |
| 8 février 1917     | Mary Ann                | United Kingdom                     | 17      | Coulé     |
| 10 février 1917    | Sallagh                 | United Kingdom                     | 325     | Coulé     |
| 11 février 1917    | Lycia                   | United Kingdom                     | 2715    | Coulé     |
| 11 février 1917    | Olivia                  | United Kingdom                     | 242     | Coulé     |
| 11 février 1917    | Voltaire                | United Kingdom                     | 409     | Coulé     |
| 12 février 1917    | Pinna                   | United Kingdom                     | 6288    | Endommagé |
| 13 février 1917    | Friendship              | United Kingdom                     | 37      | Coulé     |
| 13 février 1917    | Zircon                  | United Kingdom                     | 48      | Coulé     |
| 14 février 1917    | Ferga                   | United Kingdom                     | 791     | Coulé     |
| 14 février 1917    | Greenland               | United Kingdom                     | 1753    | Coulé     |
| 14 février 1917    | Inishowen Head          | United Kingdom                     | 3050    | Coulé     |
| 14 février 1917    | Margarita               | United Kingdom                     | 375     | Coulé     |
| 15 février 1917    | Afton                   | United Kingdom                     | 1156    | Coulé     |
| 15 février 1917    | Kyanite                 | United Kingdom                     | 564     | Coulé     |
| 16 février 1917    | Queenswood              | United Kingdom                     | 2710    | Coulé     |
| 16 février 1917    | Ville De Bayonne        | (FR)                               | 1301    | Coulé     |
| 19 février 1917    | Alice                   | France                             | 18      | Coulé     |
| 19 février 1917    | Brigade                 | United Kingdom                     | 425     | Coulé     |
| 19 février 1917    | Justine Marie           | Belgique                           | 16      | Coulé     |
| 19 février 1917    | Saint Louis de Gonzague | France                             | 53      | Coulé     |
| 19 février 1917    | Skrim                   | Norvège                            | 727     | Coulé     |
| 19 février 1917    | Violette                | France                             | 36      | Coulé     |
| 25 février 1917    | Saint Joseph            | France                             | 42      | Coulé     |
| 25 février 1917    | Vigda                   | Norvège                            | 1851    | Coulé     |
| 26 février 1917    | Alberdina               | Pays-Bas                           | 134     | Coulé     |
| 26 février 1917    | Algiers                 | United Kingdom                     | 2361    | Coulé     |
| 26 février 1917    | Hannah Croasdell        | United Kingdom                     | 151     | Coulé     |
| 27 février 1917    | Brunette                | (FR)                               | 104     | Coulé     |
| 27 février 1917    | HMT Evadne              | Royal Navy                         | 189     | Coulé     |
| 28 février 1917    | Marie Joseph            | France                             | 192     | Coulé     |
| 28 février 1917    | Sjøstad                 | Norvège                            | 1155    | Coulé     |
| 1er mars 1917      | Germaine                | France                             | 24      | Coulé     |
| 1er mars 1917      | Bout De Zan             | France                             | 13      | Coulé     |
| 1er mars 1917      | Diamond Cross           | Belgique                           | 29      | Coulé     |
| 1er mars 1917      | Drina                   | United Kingdom                     | 11483   | Coulé     |
| 1er mars 1917      | Elise II                | France                             | 48      | Coulé     |
| 1er mars 1917      | Elorn                   | France                             | 603     | Coulé     |
| 1er mars 1917      | General Radiguet        | France                             | 24      | Coulé     |
| 1er mars 1917      | Modèle:HMHS             | Royal Navy                         | 6824    | Endommagé |
| 1er mars 1917      | Homocea                 | France                             | 58      | Coulé     |
| 1er mars 1917      | Joseph Adolphine        | France                             | 21      | Coulé     |
| 1er mars 1917      | N.D. de Lourdes         | France                             | 47      | Coulé     |
| 1er mars 1917      | Reine des Anges         | France                             | 47      | Coulé     |
| 1er mars 1917      | Saint Joseph            | France                             | 20      | Coulé     |
| 1er mars 1917      | Sainte Famille          | France                             | 25      | Coulé     |
| 1er mars 1917      | Seigneur                | France                             | 53      | Coulé     |
| 1er mars 1917      | Sarus                   | United Kingdom                     | inconnu | Endommagé |
| 24 mars 1917       | Bruyere                 | France                             | 100     | Coulé     |
| 24 mars 1917       | Ennistown               | United Kingdom                     | 689     | Coulé     |
| 24 mars 1917       | Fairearn                | United Kingdom                     | 592     | Coulé     |
| 24 mars 1917       | Howe                    | United Kingdom                     | 175     | Coulé     |
| 24 mars 1917       | Korsnaes                | Norvège                            | 732     | Coulé     |
| 25 mars 1917       | Adenwen                 | United Kingdom                     | 3798    | Coulé     |
| 25 mars 1917       | Brandon                 | United Kingdom                     | 130     | Coulé     |
| 25 mars 1917       | Fringante               | France                             | 124     | Coulé     |
| 25 mars 1917       | Poseidon                | Grèce                              | 2589    | Coulé     |
| 27 mars 1917       | Kelvinhead              | United Kingdom                     | 3063    | Coulé     |
| 28 mars 1917       | Ardglass                | United Kingdom                     | 778     | Coulé     |
| 28 mars 1917       | Dagali                  | Norvège                            | 742     | Coulé     |
| 28 mars 1917       | Harvest Home            | United Kingdom                     | 103     | Coulé     |
| 28 mars 1917       | Laima                   | Modèle:Country data Russian Empire | 148     | Coulé     |
| 28 mars 1917       | Snowdon Range           | United Kingdom                     | 4662    | Coulé     |
| 28 mars 1917       | Wychwood                | United Kingdom                     | 1985    | Coulé     |
| 28 mars 1917       | Guillemot               | United Kingdom                     | inconnu | Coulé     |
| 30 mars 1917       | HMS Puma                | Royal Navy                         | 1459    | Endommagé |
| 6 avril 1917       | Thelma                  | Norvège                            | 1350    | Coulé     |
| 7 avril 1917       | SS Lapland              | United Kingdom                     | 18565   | Endommagé |
| 9 avril 1917       | SS City of New York     | United States                      | 10798   | Endommagé |
| 26 avril 1917      | Agnes Cairns            | United Kingdom                     | 146     | Coulé     |
| 26 avril 1917      | Athole                  | United Kingdom                     | 150     | Coulé     |
| 26 avril 1917      | Bretagne Et Vendée      | France                             | 79      | Coulé     |
| 27 avril 1917      | Burrowa                 | United Kingdom                     | 2902    | Coulé     |
| 28 avril 1917      | Alu Mendi               | Espagne                            | 2,104   | Coulé     |
| 1er mai 1917       | Helen                   | United Kingdom                     | 322     | Coulé     |
| 1er mai 1917       | Ivrig                   | Norvège                            | 1197    | Coulé     |
| 1er mai 1917       | W. D. Potts             | United Kingdom                     | 112     | Coulé     |
| 2 mai 1917         | Amber                   | United Kingdom                     | 401     | Coulé     |
| 2 mai 1917         | Derrymore               | United Kingdom                     | 485     | Coulé     |
| 2 mai 1917         | Dora                    | United Kingdom                     | 296     | Coulé     |
| 2 mai 1917         | Earnest                 | United Kingdom                     | 111     | Coulé     |
| 2 mai 1917         | Morion                  | United Kingdom                     | 299     | Coulé     |
| 2 mai 1917         | Saint Mungo             | United Kingdom                     | 402     | Coulé     |
| 2 mai 1917         | Taizan Maru             | Japon                              | 3527    | Coulé     |
| 4 mai 1917         | New Design No.2         | United Kingdom                     | 66      | Coulé     |
| 4 mai 1917         | Pilar De Larrinaga      | United Kingdom                     | 4136    | Coulé     |
| 4 mai 1917         | Strumble                | United Kingdom                     | 45      | Coulé     |
| 4 mai 1917         | Victorious              | United Kingdom                     | 39      | Coulé     |
| 7 mai 1917         | Maude                   | United Kingdom                     | 93      | Coulé     |
| 8 mai 1917         | San Patricio            | United Kingdom                     | 9712    | Endommagé |
| 22 mai 1917        | HMT Merse               | Royal Navy                         | 296     | Coulé     |
| 17 juin 1917       | HMT Fraser              | Royal Navy                         | 310     | Coulé     |
| 17 juin 1917       | HMS Tartar              | Royal Navy                         | 850     | Endommagé |
| 18 juin 1917       | Gauntlet                | United Kingdom                     | 58      | Coulé     |
| 18 juin 1917       | Væring                  | Danemark                           | 2157    | Coulé     |
| 19 juin 1917       | Morinier                | United Kingdom                     | 3804    | Endommagé |
| 24 juin 1917       | Aghia Paraskevi         | Grèce                              | 2795    | Coulé     |
| 24 juin 1917       | Constantinos            | Grèce                              | 3014    | Coulé     |
| 24 juin 1917       | Kong Haakon             | Norvège                            | 2231    | Coulé     |
| 24 juin 1917       | Taigetos                | Grèce                              | 2961    | Coulé     |
| 25 juin 1917       | Petritzis               | Grèce                              | 3692    | Coulé     |
| 28 juin 1917       | Lizzie Ellen            | United Kingdom                     | 114     | Coulé     |
| 20 juillet 1917    | Fluent                  | United Kingdom                     | 3660    | Coulé     |
| 26 juillet 1917    | HMS Ariadne             | Royal Navy                         | 11000   | Coulé     |
| 27 juillet 1917    | Bellagio                | United Kingdom                     | 3919    | Endommagé |
| 27 juillet 1917    | Candia                  | United Kingdom                     | 6482    | Coulé     |
| 28 juillet 1917    | Saint Emilion           | France                             | 1112    | Coulé     |
| 19 août 1917       | General Dutemple        | France                             | 585     | Coulé     |
| 25 août 1917       | Garm                    | Norvège                            | 725     | Coulé     |
| 25 août 1917       | Nerma                   | Danemark                           | 689     | Coulé     |
| 29 août 1917       | Laura C. Anderson       | United States                      | 960     | Coulé     |
| 31 août 1917       | Erissos                 | Grèce                              | 2885    | Endommagé |
| 1er septembre 1917 | Peronne                 | France                             | 3342    | Coulé     |
| 25 septembre 1917  | Paolina                 | United States                      | 1337    | Coulé     |
| 3 octobre 1917     | Tasmania                | Royaume d'Italie                   | 3662    | Coulé     |
| 18 octobre 1917    | HMD Comrades            | Royal Navy                         | 63      | Coulé     |
| 31 octobre 1917    | North Sea               | United Kingdom                     | 1711    | Coulé     |
| 2 novembre 1917    | Branksome Hall          | United Kingdom                     | 4262    | Endommagé |